# Kötött összefonódottság
A kötött összefonódottság a kvantum-összefonódottság gyenge formája, amiből nem lehet szinglet állapotokat desztillálni helyi operációkkal és klasszikus kommunikációval (local operations and classical communication, LOCC).
A  kötött összefonódottságot M. Horodecki, P. Horodecki és R. Horodecki fedezte fel, és egyúttal egy 2x4-es kötött-összefonódott kvantumállapotot is bemutattak.  Kétrészű állapotok, amelyek parciális transzponáltja nem negatív-szemidefinit, mind kötött összefonódottak. Ezeket az állapotokat nem detektálja a Peres–Horodecki-kritérium mint összefonódottakat. Számos példát konstruáltak ilyen állapotokra.